# Gunna (namn)

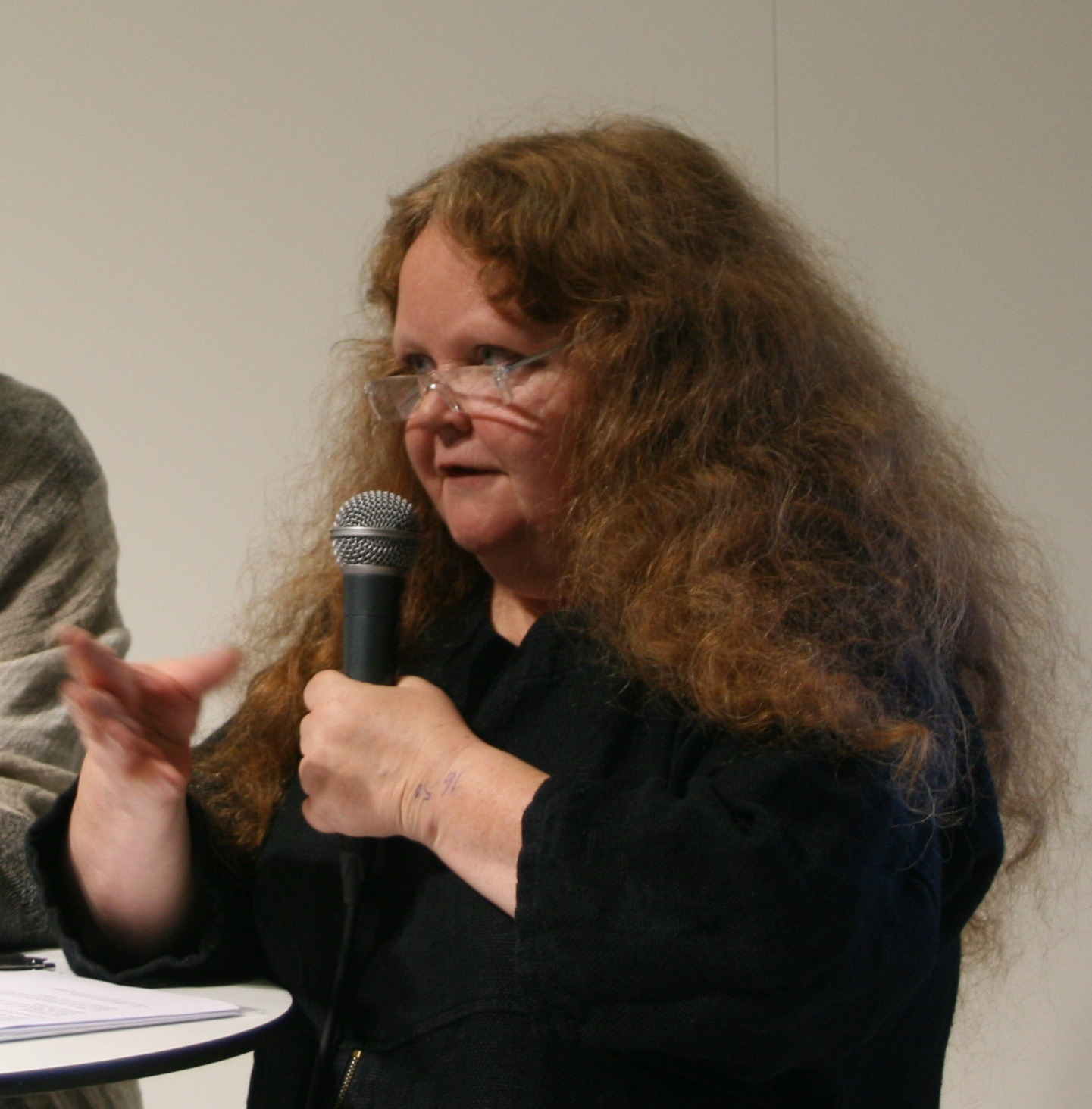
Gunna Grähs.

Gunna är en kortform av fornnordiska namn som börjar med Gun-, till exempel Gunhild. Namnet förekom i Sverige redan under vikingatiden och finns på runinristningar.
Den 31 december 2014 fanns det totalt 28 kvinnor folkbokförda i Sverige med namnet Gunna, varav 13 bar det som tilltalsnamn.
Namnsdag: saknas

## Personer med namnet Gunna
- Gunna Breuning-Storm, dansk musiker
- Gunna Grähs, svensk barnboksillustratör